# Gedly Tugi
Gedly Tugi (ur. 11 września 2001 w Viljandi) – estońska lekkoatletka specjalizująca się w rzucie oszczepem.
Jako juniorka młodsza zajęła siódme miejsce podczas olimpijskiego festiwalu młodzieży w 2017 roku oraz była trzecia w mistrzostwach Europy do lat 18 w kolejnym sezonie. Uczestniczka igrzysk olimpijskich młodzieży (2018). W 2019 roku została brązową medalistką mistrzostw Europy juniorów, a w 2023 roku srebrną medalistką młodzieżowych mistrzostw Europy.
Nie awansowała do finału podczas mistrzostw Europy w Monachium (2022) i Rzymie (2024).
Na arenie krajowej startuje także w innych konkurencjach lekkoatletycznych m.in. rzucie dyskiem i pchnięciu kulą.
Medalistka mistrzostw Estonii, reprezentantka kraju w meczach międzypaństwowych oraz drużynowych mistrzostwach Europy.
Rekord życiowy: 60,65 (2 lipca 2023, Parnawa).

## Osiągnięcia
| Rok  | Impreza                                  | Miejsce      | Pozycja           | Wynik |
| ---- | ---------------------------------------- | ------------ | ----------------- | ----- |
| 2017 | Olimpijski festiwal młodzieży Europy     | Győr         | 7. miejsce        | 48,97 |
| 2018 | Mistrzostwa Europy juniorów młodszych    | Győr         | 3. miejsce        | 55,28 |
| 2018 | Igrzyska olimpijskie młodzieży           | Buenos Aires | 4. miejsce        | 52,11 |
| 2019 | Mistrzostwa Europy juniorów              | Borås        | 3. miejsce        | 54,52 |
| 2019 | II liga drużynowych mistrzostw Europy    | Varaždin     | 6. miejsce        | 49,07 |
| 2021 | Młodzieżowe mistrzostwa Europy           | Tallinn      | el. – 21. miejsce | 47,78 |
| 2022 | Mistrzostwa Europy                       | Monachium    | el. – 18. miejsce | 54,38 |
| 2023 | II dywizja drużynowych mistrzostw Europy | Chorzów      | 2. miejsce        | 60,19 |
| 2023 | Młodzieżowe mistrzostwa Europy           | Espoo        | 2. miejsce        | 57,62 |
| 2023 | Mistrzostwa świata                       | Budapeszt    | el. –             | NM    |
| 2024 | Mistrzostwa Europy                       | Rzym         | el. – 15. miejsce | 56,43 |
| 2025 | Puchar Europy w rzutach                  | Nikozja      | 7. miejsce        | 55,29 |
| 2025 | II dywizja drużynowych mistrzostw Europy | Maribor      | 7. miejsce        | 56,74 |